# Esclavas de María Inmaculada
La Congregación de Religiosas Esclavas de María Inmaculada e Hijas de Santa Teresa de Jesús, Protectoras de Obreras es una congregación religiosa católica femenina de derecho pontificio, fundada por la religiosa española Juana María Condesa Lluch, en Valencia, en 1884. A las religiosas de este instituto se les conoce como esclavas de María inmaculada, o también protectoras de las obreras, y posponen a sus nombres las siglas E.M.I.

## Historia

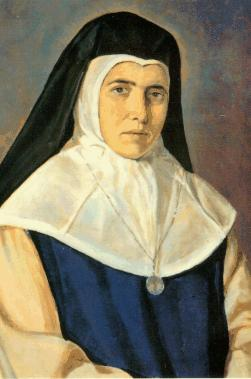
Juana María Condesa Lluch (1862-1916), fundadora del instituto.

Juana María Condesa Lluch, dedicada a la administración de las fincas de su familia, en la barraca de veraneo en la playa de Nazaret (Valencia-España), descubrió su vocación, al ver los rostros cansados de muchas jóvenes que cada día se desplazaban desde la periferia de la ciudad hacia las fábricas de seda, tabaco y abanicos. Dichas jóvenes eran de clase social baja, de escaso nivel cultural y tenían que trabajar duramente para mantener a sus familias. Juana María, con el fin de dedicarse al servicio y educación de estas mujeres, abrió el Asilo Protector de Obreras, el 25 de marzo de 1884; y más tarde una escuela para la atención de sus hijos, mientras ellas trabajaban.
Con la ayuda del arzobispo de Valencia, Antolín Monescillo, y la de un grupo de jóvenes dispuestas a consagrar sus vidas al proyecto, Juana María dio inicio a las Esclavas de María Inmaculada. El mismo arzobispo aprobó el instituto como congregación de derecho diocesano el 1 de julio de 1892.
A pesar de que estuvo a punto de desaparecer durante la Guerra Civil de España, periodo en el cual fueron confiscados sus bienes, sus religiosas perseguidas y obligadas a secularizarse, con la aprobación pontificia de 1937 y el fin de la guerra, se presentó para el instituto un período de expansión, primeramente por la nación ibérica y luego fuera de ella.

## Organización
La Congregación de Religiosas Esclavas de María Inmaculada es un instituto centralizado, cuyo gobierno es ejercido por la superiora general, coadyuvada por su consejo. La sede central se encuentra en Valencia.
Las esclavas de María Inmaculada se dedican a la formación, promoción y asistencia religiosa de la población obrera, especialmente de las mujeres, y a la educación cristiana de sus hijos. Además de esto, añaden a su apostolado otras obras de misericordia, según las necesidades de las iglesias particulares en las que se encuentren.
En 2015, la congregación contaba con unas 69 religiosas y 16 comunidades presentes en Chile, Guatemala, España, Italia, Panamá y Perú.